# Eremopoa
Eremopoa is een geslacht uit de grassenfamilie (Poaceae). De soorten van dit geslacht komen voor in delen van Europa, Afrika en Zuidoost-Azië.

## Soorten
Van het geslacht zijn de volgende soorten bekend: 
- Eremopoa altaica
- Eremopoa attalica
- Eremopoa capillaris
- Eremopoa glareosa
- Eremopoa hellula
- Eremopoa mardinensis
- Eremopoa medica
- Eremopoa multiradiata
- Eremopoa nephelochloides
- Eremopoa oxyglumis
- Eremopoa persica
- Eremopoa songorica